# Rješenje problema
Rješenje problema (engl. problem solving), postupak utvrđenja određena problema i pronalaska njegova rješenja. Sastoji se od uporabe generičkih metoda ili metoda ad hoc, na prikladan način, radi pronalaska rješenjâ postavljenim problemima. Neke tehnike rješenja problema koje su razvijene i rabe se u umjetnoj inteligenciji, računarstvu, inženjerstvu, matematici, medicini itd. povezane su s mentalnim tehnikama rješenja problema koje se proučavaju u psihologiji. Iz motrišta kognitivnog pristupa postupak rješenja problema najsloženiji je od svih intelektualnih funkcija i definira se kao kognitivni proces višeg reda, koji zahtijeva koordinaciju i kontrolu elementarnih i fundamentalnih vještina.

## Strategije rješenja problema
- analiza korijena uzroka
- analiza sredstava i ciljeva
- analogija
- apstrakcija
- dokaz
- istraživanje
- metoda pokušaja i pogreške
- metode fokalnih objekata
- morfološka analiza
- oluja mozgova
- postrano mišljenje
- razdvoji pa vladaj
- redukcija
- testiranje hipoteza